# Cassolus minutus
Cassolus minutus är en skalbaggsart som beskrevs av Antoine Boucomont 1914. Cassolus minutus ingår i släktet Cassolus och familjen bladhorningar. Inga underarter finns listade.